# Billboardlistans förstaplaceringar 1969
Billboardlistans förstaplaceringar 1969

## Lista
| Datum        | Låt                                                 | Artist                         |
| 4 januari    | "I Heard It Through the Grapevine"                  | Marvin Gaye                    |
| 11 januari   | "I Heard It Through the Grapevine"                  | Marvin Gaye                    |
| 18 januari   | "I Heard It Through the Grapevine"                  | Marvin Gaye                    |
| 25 januari   | "I Heard It Through the Grapevine"                  | Marvin Gaye                    |
| 1 februari   | "Crimson and Clover"                                | Tommy James & the Shondells    |
| 8 februari   | "Crimson and Clover"                                | Tommy James & the Shondells    |
| 15 februari  | "Everyday People"                                   | Sly & the Family Stone         |
| 22 februari  | "Everyday People"                                   | Sly & the Family Stone         |
| 1 mars       | "Everyday People"                                   | Sly & the Family Stone         |
| 8 mars       | "Everyday People"                                   | Sly & the Family Stone         |
| 15 mars      | "Dizzy"                                             | Tommy Roe                      |
| 22 mars      | "Dizzy"                                             | Tommy Roe                      |
| 29 mars      | "Dizzy"                                             | Tommy Roe                      |
| 5 april      | "Dizzy"                                             | Tommy Roe                      |
| 12 april     | "Aquarius/Let the Sunshine In (The Flesh Failures)" | The 5th Dimension              |
| 19 april     | "Aquarius/Let the Sunshine In (The Flesh Failures)" | The 5th Dimension              |
| 26 april     | "Aquarius/Let the Sunshine In (The Flesh Failures)" | The 5th Dimension              |
| 5 maj        | "Aquarius/Let the Sunshine In (The Flesh Failures)" | The 5th Dimension              |
| 12 maj       | "Aquarius/Let the Sunshine In (The Flesh Failures)" | The 5th Dimension              |
| 17 maj       | "Aquarius/Let the Sunshine In (The Flesh Failures)" | The 5th Dimension              |
| 24 maj       | "Get Back"                                          | The Beatles with Billy Preston |
| 31 maj       | "Get Back"                                          | The Beatles with Billy Preston |
| 7 juni       | "Get Back"                                          | The Beatles with Billy Preston |
| 14 juni      | "Get Back"                                          | The Beatles with Billy Preston |
| 21 juni      | "Get Back"                                          | The Beatles with Billy Preston |
| 28 juni      | "Love Theme from Romeo and Juliet"                  | Henry Mancini                  |
| 5 juli       | "Love Theme from Romeo and Juliet"                  | Henry Mancini                  |
| 12 juli      | "In the Year 2525 (Exordium and Terminus)"          | Zager and Evans                |
| 19 juli      | "In the Year 2525 (Exordium and Terminus)"          | Zager and Evans                |
| 26 juli      | "In the Year 2525 (Exordium and Terminus)"          | Zager and Evans                |
| 2 augusti    | "In the Year 2525 (Exordium and Terminus)"          | Zager and Evans                |
| 9 augusti    | "In the Year 2525 (Exordium and Terminus)"          | Zager and Evans                |
| 16 augusti   | "In the Year 2525 (Exordium and Terminus)"          | Zager and Evans                |
| 23 augusti   | "Honky Tonk Women"                                  | The Rolling Stones             |
| 30 augusti   | "Honky Tonk Women"                                  | The Rolling Stones             |
| 6 september  | "Honky Tonk Women"                                  | The Rolling Stones             |
| 13 september | "Honky Tonk Women"                                  | The Rolling Stones             |
| 20 september | "Sugar, Sugar"                                      | The Archies                    |
| 27 september | "Sugar, Sugar"                                      | The Archies                    |
| 4 oktober    | "Sugar, Sugar"                                      | The Archies                    |
| 11 oktober   | "Sugar, Sugar"                                      | The Archies                    |
| 18 oktober   | "I Can't Get Next to You"                           | The Temptations                |
| 25 oktober   | "I Can't Get Next to You"                           | The Temptations                |
| 1 november   | "Suspicious Minds"                                  | Elvis Presley                  |
| 8 november   | "Wedding Bell Blues"                                | The 5th Dimension              |
| 15 november  | "Wedding Bell Blues"                                | The 5th Dimension              |
| 22 november  | "Wedding Bell Blues"                                | The 5th Dimension              |
| 29 november  | "Come Together" / "Something"                       | The Beatles                    |
| 6 december   | "Na Na Hey Hey Kiss Him Goodbye"                    | Steam                          |
| 13 december  | "Na Na Hey Hey Kiss Him Goodbye"                    | Steam                          |
| 20 december  | "Leaving on a Jet Plane"                            | Peter, Paul and Mary           |
| 27 december  | "Someday We'll Be Together"                         | Diana Ross & The Supremes      |